# Hedeoma oblongifolia
Hedeoma oblongifolia là một loài thực vật có hoa trong họ Hoa môi. Loài này được (A.Gray) A.Heller mô tả khoa học đầu tiên năm 1900.